# Jennifer Dy Chan
Jennifer Dy Chan, född 16 januari 1965, är en filippinsk bågskytt. Hon deltog vid olympiska sommarspelen 2000.